# John Rankin Rogers

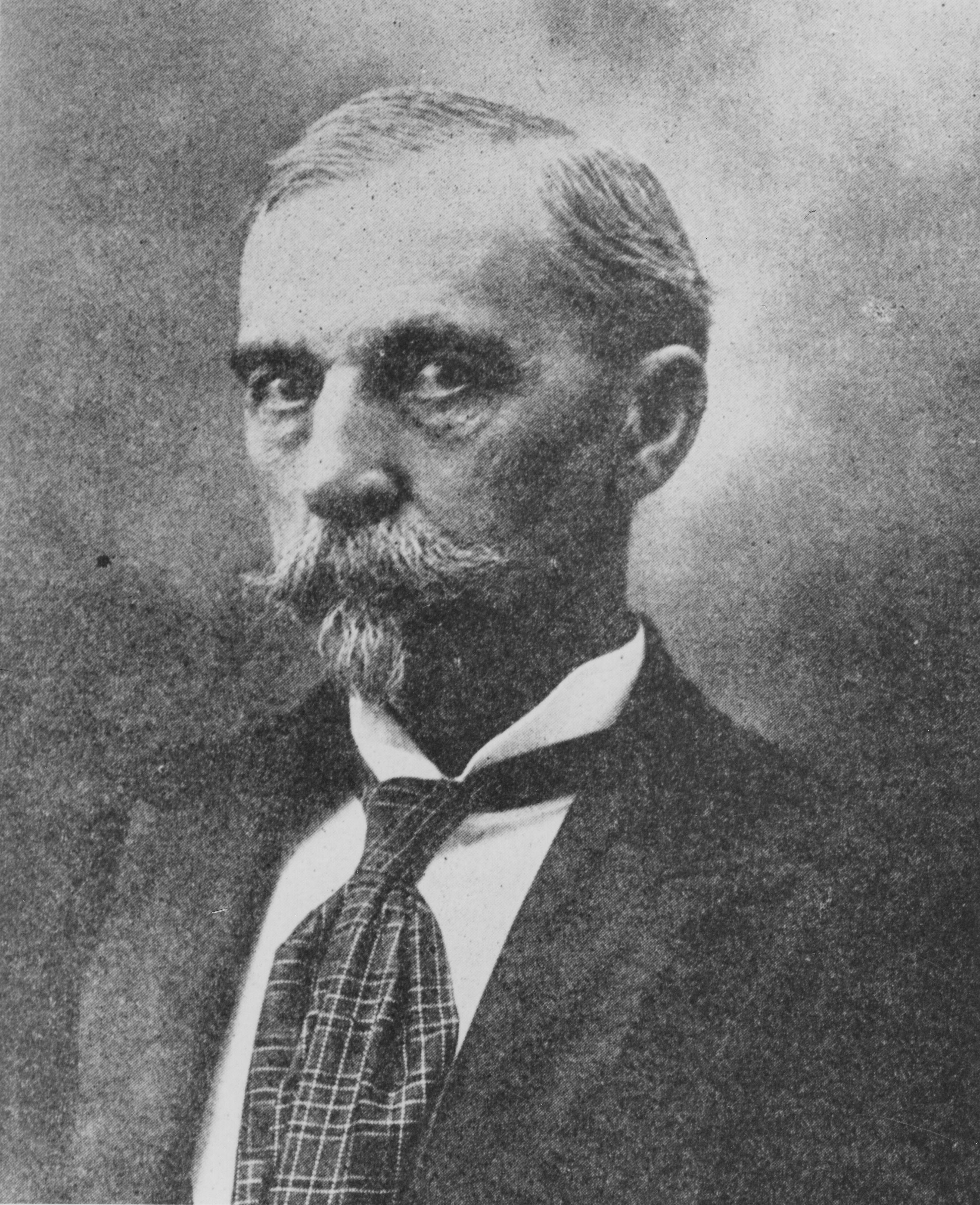
John Rankin Rogers em 1901

John Rankin Rogers (4 de setembro de 1838 - 26 dezembro de 1901) foi o terceiro governador do estado de Washington. Eleito para dois mandatos consecutivos, atuou entre 11 de janeiro de 1897 e 26 de dezembro de 1901. Ele era um democrata populista.